# Алґірдас Юревічюс
Алґірдас Юревічюс (лит. Algirdas Jurevičius; нар. 24 березня 1972, Вієвіс, Литовська РСР) — литовський католицький єпископ. З 1 червня 2020 року єпископ Тельшяйської дієцезії.

## Життєпис
Висвячений на священника 26 грудня 1996 року.
2 липня 2018 року Папа Франциск іменував отця Алґірдаса Юревічюса єпископом-помічником Каунаської архідієцезії і титулярним єпископом Матеріани. Єпископську хіротонію йому уділив 19 серпня 2018 року архієпископ Льонґінас Вірбалас. 1 червня 2020 року Папа Франциск призначив його єпископом Тельшяйської дієцезії.